# Šajba
Zimní stadion Šajba (rusky Ледовая Арена «Шайба» – Ledovaja Arena „Šajba“, rusky šajba znamená puk) je víceúčelový stadion v ruském Soči. Má kapacitu sedm tisíc diváků. Z mezinárodně významných akcí stadion zatím sloužil mistrovství světa v ledním hokeji do 18 let 2013, části turnaje v ledním hokeji v rámci zimních olympijských her v roce 2014 (kterému zároveň sloužil i větší stadion Bolšoj) a turnaj v sledge hokeji na zimních paralympijských hrách v roce 2014.
Se stavbou se začalo v roce 2010 a byla dokončena v roce 2013. Cena výstavby (včetně dočasných záležitostí jen pro účely olympiády a paralympiády) je v přepočtu zhruba 35 miliónů amerických dolarů.